# Saint-Jean-aux-Bois (Oise)
Saint-Jean-aux-Bois település Franciaországban, Oise megyében. Lakosainak száma 341 fő (2022. január 1.). Saint-Jean-aux-Bois Compiègne, Lacroix-Saint-Ouen, Morienval, Orrouy, Pierrefonds, Saint-Sauveur és Vieux-Moulin községekkel határos.

## Népesség
A település népessége az elmúlt években az alábbi módon változott:
| Lakosok száma | 295  | 316  | 329  | 315  | 315  | 322  | 330  | 332  | 341  |
|               | 2013 | 2015 | 2016 | 2017 | 2018 | 2019 | 2020 | 2021 | 2022 |